# Agostino di Duccio

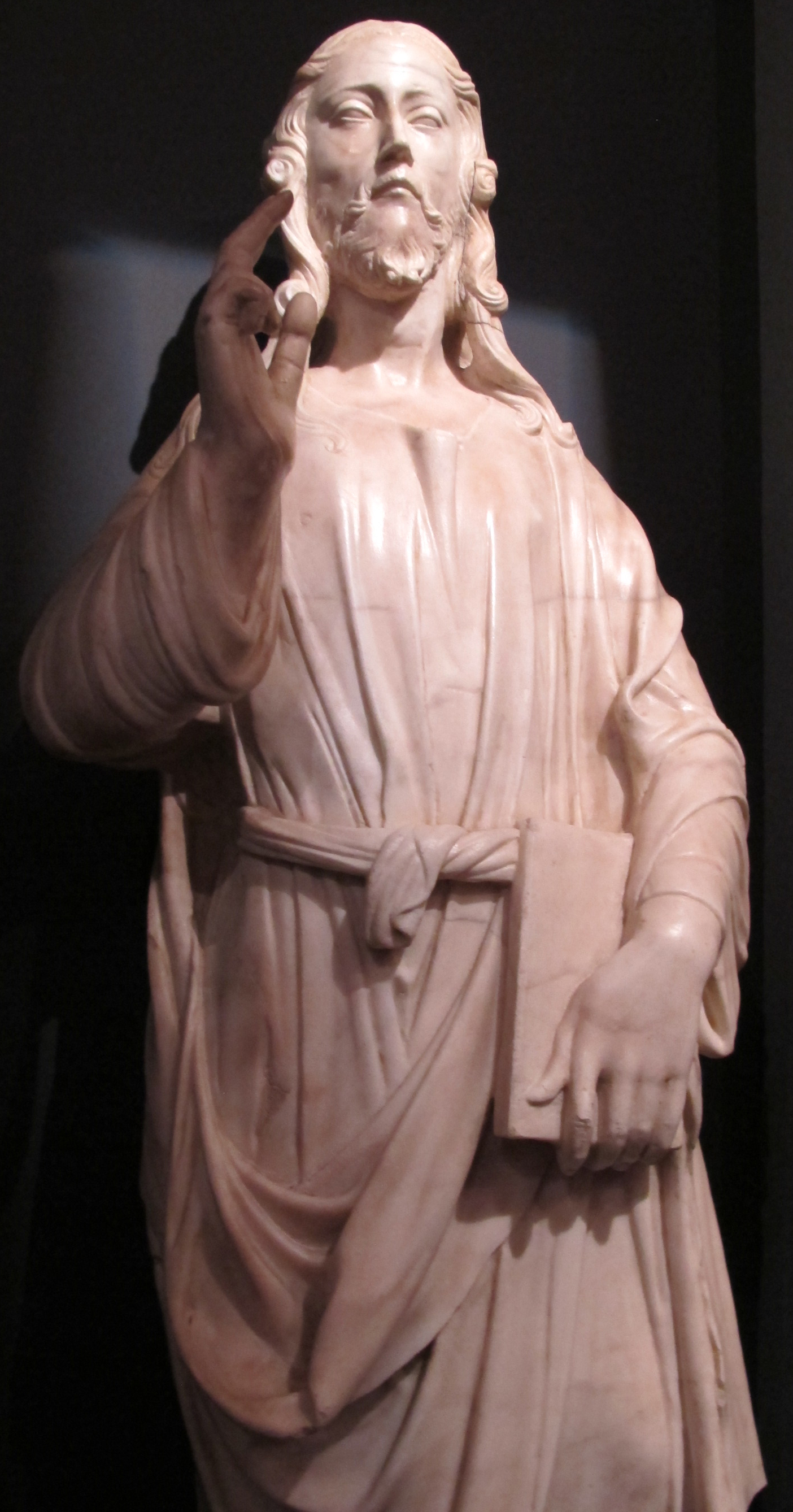
Agostino di Duccio – Den välsignande Kristus

Agostino di Duccio, även kallad Agostino av Florens, född omkring 1418, död efter 1469, var en italiensk skulptör, guldsmed och arkitekt.
Agostino di Duccio kallades 1446 till Rimini, där han deltog i utsmyckningen i det av Leon Battista Alberti ritade Tempio Malatestiano. Hans ikonografiskt intressanta reliefer i byggnaden utmärks av en linjär stil, som möjligen influerade Sandro Botticelli. I Perugia gjorde han majolikarelieferna på fasaden till kyrkan San Bernardino och ritade Porta di San Pietro. Under en mellanperiod i Florens utförde han bland annat Kristi uppståndelse i terrakotta till kyrkan Santissima Annunziata.